# Katarzyna Niewiadoma
Katarzyna Niewiadoma (Limanowa, 29 de setembro de 1994), é uma ciclista profissional polaca. Estreiou como profissional em 2014 com a melhor equipa do mundo feminino, a Rabo Liv Women Cycling Team, conquanto em 2013 já tinha corrido nessa equipa como cedida.

## Trajectória desportiva

### De amador a destacar no Giro em poucos meses
Durante a sua época amadora não tinha destacado em excesso até que em julho de 2013, com sozinho 18 anos, foi 7ª no Tour de Feminin Ou cenu Ceskeho Svycarska e 5ª no Campeonato Europeu em Estrada sub-23 (ambas provas profissionais). Esses resultados chamaram a atenção do Rabo Liv Women Cycling Team que a incorporou como cedida a seu escuadra para disputar a Boels Rental Ladies Tour (prova da máxima categoria do profissionalismo para carreiras por etapas femininas) onde destacou sendo 10ª ganhando a classificação das jovens.
Devido a esse bom resultado a Rabobank incorporou-a para suas fileiras na temporada seguinte. No seu ano de estreia devido a que a sua equipa apenas tinha 11 corredoras e no Giro d'Italia Feminino tinha que alinhar a 8, Katarzyna foi finalmente uma das eleitas para disputar essa prestigiosa rodada italiana em parte graças aos seus bons resultados um mês antes do começo de dita carreira (ganhadora do Grande Prêmio Gippingem Feminino e 3ª no Campeonato da Polónia Contrarrelógio).
Depois de um bom início no Giro onde se encontrava 17ª a falta das etapas de montanha, na seguinte etapa em media montanha conseguiu se escapar e fez que as suas colegas de equipa, que estavam a dominar a carreira, não se implicassem demasiado na perseguição até que Katarzyna se descolou. A corredora polaca foi atingida e superada pelo grupo de favoritas, no entanto o ganho que obteve com o grupo posterior foi tão ampla (mais de 3 minutos) que a fizeram adiantar 10 postos na classificação geral se colocando 7ª. Nas 2 etapas de montanha finais fez os postos 14 e 13 respectivamente fazendo-a baixar 4 postos na classificação geral final e ficando fora do top-ten definitivo. Por outra parte ficou 3ª na classificação das jovens (por trás de ciclistas consagradas como Pauline Ferrand-Prevot e Elisa Longo Borghini) convertendo-se numa das grandes revelações da carreira ao ter essa actuação com apenas 19 anos como neo profissional e sem nenhuma experiência prévia neste tipo de carreiras. Até à disputa do Giro Katarzyna só tinha finalizado 34 dias de competição profissionais, 19 em 2013 e 15 em 2014.

### 2015-2016: confirmação
As suas boas sensações durante a temporada de 2015 foram atrasadas nos primeiros meses do 2015, não só em carreiras por etapas mas também em provas de um dia. Entre março foi terceira na Strade Bianche feminina e em abril quinta na Flecha Valona Feminina (provas pontuáveis para a Copa do Mundo). Em maio foi terceira na Boels Rental Hills Classic.
Os seus melhores resultados a nível global chegaram em junho. No País Basco foi segunda na Durango-Durango Emakumeen Saria e pouco depois ganhou a Emakumeen Euskal Bira na que ainda que não ganhasse nenhuma etapa não baixou do décimo posto em nenhuma delas, e também se fez com a classificação da montanha. O fim de semana seguinte foi segunda nos Jogos Europeus em Estrada e pouco depois repetiu resultado no Campeonato da Polónia Contrarrelógio -no Campeonato da Polónia em Estrada foi quarta-.

### 2024: Tour de France
Nos Jogos Olímpicos de Verão de 2024, participou da corrida de estrada individual feminino. Durante a corrida, Chloé Dygert e Elise Chabbey se envolveram em um acidente no circuito, e uma troca forçada de bicicleta diminuiu as oportunidades de Niewiadoma, já que o grupo líder e a corrida pelas medalhas se separaram do pelotão. Ela fez um ataque para tentar alcançar os líderes no segundo circuito, mas foi forçada a ficar no segundo grupo de perseguição e, finalmente, conquistou o oitavo lugar.
Em 18 de agosto, venceu o Tour de France feminino de 2024 por 4 segundos, à frente da atual campeã Demi Vollering, a chegada mais próxima da história do Tour. A vitória marcou a maior conquista da carreira de Niewiadoma, bem como sua primeira grande vitória em uma corrida de etapa em sete anos.

## Palmarés
2014
- Grande Prêmio Gippingem Feminino
- 3ª no Campeonato da Polónia Contrarrelógio

2015
- Emakumeen Euskal Bira
- 2ª nos Jogos Europeus em Estrada
- 2ª no Campeonato da Polónia Contrarrelógio
- Classificação das jovens do Giro d'Italia Feminino
- Campeonato Europeu em Estrada sub-23

2016
- Ronde van Gelderland
- Festival Luxemburguês Feminino Elsy Jacobs, mais 1 etapa
- Giro do Trentino Alto Adige-Südtirol, mais 1 etapa
- Campeonato da Polónia Contrarrelógio
- Campeonato de Polónia em Estrada
- 2 etapas do Boels Rental Ladies Tour
- 2ª no Campeonato Europeu em Estrada

2017
- The Women's Tour, mais 1 etapa

2018
- Troféu Alfredo Binda-Comune dei Cittiglio
- Tour Cycliste Féminin International de l'Ardèche, mais 1 etapa

2019
- Amstel Gold Race

## Resultados em Grandes Voltas e Campeonatos do Mundo
Durante a sua carreira desportiva tem conseguido os seguintes postos nas Grandes Voltas femininas e nos Campeonatos do Mundo em estrada:
| Carreira           | 2013 | 2014 | 2015 | 2016 | 2017 | 2018 |
| ------------------ | ---- | ---- | ---- | ---- | ---- | ---- |
| Giro d'Italia      | -    | 11ª  | 5ª   | 7ª   | 6ª   | 7ª   |
| Tour de l'Aude     | X    | X    | X    | X    | X    | X    |
| Grande Boucle      | X    | X    | X    | X    | X    | X    |
| Mundial em Estrada | Ab.  | 11ª  | 7ª   | 35ª  | 5ª   | 12ª  |

-: não participa

Ab.: abandono

X: edições não celebradas

## Equipas
- Rabo Liv Women Cycling Team (2014-[20]2016)
- WM3 Energie (2017)
- Canyon SRAM Racing (2018-2019)